# Ferran Palau
Ferran Palau (Esparraguera, 24 de enero de 1983) es un músico catalán de pop, compositor y cantante en lengua catalana, que reside en Collbató, Barcelona, España.

## Trayectoria artística
Su música ha sido descrita por diversos periodistas de música como minimalista, onírica y misteriosa. En conjunto con El Petit de Cal Eril han desarrollado a manera de broma el concepto del pop metafísico, que se define como un pop con misterio e indefinición. Palau busca crear atmósferas con sus canciones, le interesa poco tener letras con un significado determinado. La estética y las letras de Ferran está inspirada por el misterio de David Lynch, los colores de Napoleon Dynamite y la moda skate, como lo ha confesado en varias entrevistas.
Su tercer disco, Blanc, fue bien recibido por la crítica musical de Cataluña ya que ganó el Premio Enderrock de la crítica (2017), el Premio Altaveu (2018), el Premio Núvol (2018), el Premio Timeout Barcelona (2018), el mejor disco del año en Mondosonoro Cataluña y el décimo mejor disco en Rockdelux. Un año después, su disco Kevin, consiguió el premio al mejor Álbum Pop de Enderrock (2019). El videoclip de la canción que corona Kevin, Univers, ganó el premio Soundie Video Award (2020) y el Gran Prix en la categoría Film Craft del Festival Internacional El Ojo de Iberoamérica.

## Discografía

### Álbumes
- 2012: L'aigua Del Rierol
- 2015: Santa Ferida
- 2018: Blanc
- 2019: Kevin
- 2021: Parc
- 2021: Joia
- 2024: Plora aquí

### Sencillos
- 2015: La daga
- 2018: Serà un abisme
- 2018: Res
- 2018: Tornar a començar
- 2018: Flor espinada
- 2018: Res (Remix by Guillamino)
- 2019: Univers
- 2020: Cel clar
- 2020: Reflexe

## Otros trabajos
En 2012 publicó en conjunto con Ramón Rodríguez Martín Lunallena, un cuento para niños, en la editorial Principal de los Libros. Sus canciones han aparecido en la serie catalana de Netflix Les de l'hoquei (2019).